# Nemesdéd
Nemesdéd é um município da Hungria, situado no condado de Somogy. Tem 26,61 km² de área e sua população em 2019 foi estimada em 741 habitantes.